# Красный дом (Тринидад и Тобаго)
«Красный дом» (англ. Red House) — правительственное здание в Порт-оф-Спейн, резиденция парламента Республики Тринидад и Тобаго. Архитектурный проект здания выполнен в стиле бозар. Первоначальное здание было разрушено во время беспорядков в 1903 году и восстановлено в 1907 году. Красный дом расположен в центре столицы страны городе Порт-оф-Спейн.

## История

### Первое правительственное здание
Первое правительственное здание заложил 15 февраля 1844 года губернатор Тринидада сэр Генри Маклеод. Здание находилось на западной окраине города на Вудфорд-сквер, тогда известной как площадь Брансуика. Спроектировал здание тогдашний суперинтендант общественных работ Ричард Бридженс и его построил подрядчиками Ж. де-ла-Соважером и А. А. Пьером.
Здание должно было состоять из северного и южного крыльев, соединённых двойной аркой. Двойная арка, проходящая над Принс-стрит, была необходимой архитектурной особенностью, требуемой Городским советом. Совет постановил, что Принс-стрит не может быть закрыта для публики и пешеходное и колёсное движение не должно перекрываться. Южное крыло, которое завершили в 1848 году, содержало суды общей юрисдикции, а северное — колониальные административные учреждения.
Однако здание строилось настолько медленно, что и к 1892 году его всё ещё не достроили. В это время «Газета Порт-оф-Спейн» писала:
«Более ничего не было сделано для завершения строительства зданий с момента их возведения около пятидесяти лет тому назад. Единственная попытка ослабить однообразие — это взглянуть в повороте проезжей части сквозь внутренний двор, который является идеальным каркасом и подобно руинам Помпеи, больше наводит на мысль о том, какими должны быть здания, чем о том, для чего они были предназначены.»
Наконец, после многих изменений и дополнений здания завершили за £15 000.
В 1897 году, когда Тринидад готовился к празднованию бриллиантового юбилея королевы Виктории, на здания нанесли слой красной краски, и публика сразу же назвала их «Красным домом».

### Пожар
23 марта 1903 года, когда в Законодательном совете обсуждались новые постановления о распределении и оплате за воду в городе, Ассоциация налогоплательщиков провела митинг протеста на площади Брансуика на площади, так как общественность выразила недовольство определенными пунктами, содержащимися в постановлении, которые увеличили тарифы на воду. В конце митинга толпа стала беспокойной, митингующие стали бросать камни, в результате все окна Красного дома были разбиты, включая витраж в зале, который был установлен в ознаменование прибытия Христофора Колумба в Тринидад.
Когда женщина была арестована полицейским, толпа стала бунтовать. В зал Совета полетели камни и члены Совета были вынуждены прятаться под столами и за колоннами. Тем не менее губернатор, сэр Корнелиус Альфред Молони, отказался отменить Указ. Когда стало известно, что нижний этаж здания горит, был зачитан акт о мятеже, после чего полиция открыла огонь по толпе. Шестнадцать человек были убиты и сорок два ранены. Красный дом был полностью разрушен. После пожара остался только остов здания.

### Восстановление
Работы по восстановлению Красного Дома начались на том же месте в следующем 1904 году. Дом был открыт для публики 4 февраля 1907 года губернатором сэром Генри Муром Джексоном.
Здание было спроектировано и построено Д. М. Ханом, главным чертёжником общественных работ, по сметной стоимости £7 485. Эта сумма включала в себя штукатурные работы в зале Законодательного совета и в зале правосудия, которые оценивались в £7 200. Работа была завершена в 1906 году. Потолок был отделан синей керамикой «веджвуд» с белым гипсокартоном английской фирмой «Джексон и сыновья» и является наиболее яркой чертой палаты.
Украшения были сделаны в Англии в виде панелей и отправлены в Тринидад в ящиках. Итальянский мастер был отправлен для установки потолка.
Антаблемент и возвышение на восточном конце были также разработаны Д. М. Ханом. Колонны и антаблемент сделаны из древесины «пурпурного дерева», а обшивка выполнена из «фустика». Проход между двумя зданиями заменил двойную арку и больше не открыт для автомобильного движения. Фонтан в центре ротонды был разработан Д. М. Ханом как средство охлаждения и вентиляции офисов.
Помещения колониального Красного дома кроме канцелярии губернатора и колониального секретаря включали также кабинеты генерального прокурора, департамента генерального регистратора земельных участков и кадастра, палаты судей, судов юстиции и парламента и юридические библиотеки, а также палату Законодательного совета, которая сейчас является палатой парламента. В настоящее время здание используется исключительно для парламента.

## Попытка государственного переворота
В июле 1990 года Красный дом стал местом попытки государственного переворота Джамаат аль-Муслимин, в ходе которого премьер-министр и другие члены правительства находились в заложниках в течение шести дней и 24 человека были убиты.